# 白い海峡
「白い海峡」（しろいかいきょう）は、1992年6月3日に発売された大月みやこのシングル。

## 解説
- 第34回日本レコード大賞で歌謡曲・演歌部門の大賞を受賞（ポップス・ロック部門の大賞は米米CLUBの『君がいるだけで』）。
- オリコンでは最高位は30位ながら、登場回数40回のロングランを記録しオリコン累計で34万枚を売り上げた。
- TBS系ドラマ30『許されぬ唄』主題歌。劇中では同作の主演を務めた奈美悦子も歌ったが音源化は2023年現在されていない。
- 第43回NHK紅白歌合戦で歌唱された。

## 収録曲
- 両楽曲共に、作詞：池田充男／作曲：伊藤雪彦／編曲：池多孝春

1. 白い海峡（4分3秒）
2. 愛の始発（4分15秒）

## カバー
- 石原詢子（2009年のアルバム『日本名曲集』、2014年のCD-BOX『石原詢子 時代のうた』）